# کاوکو کانگاسنیمی
کاوکو کانگاسنیمی (فنلاندی: Kauko Kangasniemi; ۱۸ نوامبر ۱۹۴۲ – ۱۷ آوریل ۲۰۱۳)  وزنه‌بردار اهل فنلاند بود.
وی در مسابقات کشوری و بین‌المللی در مجموع برندهٔ ۱ مدال نقره، ۲ مدال برنز شده‌است.